# Accenture
Accenture este o companie multinațională de consultanță în management, soluții tehnologice și outsourcing.
Cu un număr de peste 699.000 de angajați în 120 de țări, compania a înregistrat venituri nete de 15,55 miliarde dolari în anul fiscal care s-a încheiat pe 31 august 2005.